# Cheikh Gueye (militaire)
Pour les articles homonymes, voir Cheikh Gueye et Gueye.
 (décembre 2016).
Si vous disposez d'ouvrages ou d'articles de référence ou si vous connaissez des sites web de qualité traitant du thème abordé ici, merci de compléter l'article en donnant les références utiles à sa vérifiabilité et en les liant à la section « Notes et références ».
Le général Cheikh Gueye, né le 15 janvier 1960 à Diadiordé près de Coky (Sénégal), est un officier général sénégalais nommé aux fonctions de Chef d'état-major général des armées par le président Macky Sall à compter du 1er janvier 2017. De l'arme de l'infanterie, le général Gueye a une carrière marquée par plusieurs passages sur le terrain dans la zone sud, une expérience onusienne et la fréquentation des politiques lors des passages à la présidence. Sa promotion rapide illustre la volonté des hautes autorités de récompenser les officiers qui ont servi sur le terrain.

## Formation
- De 1980 à 1983, il est cadet à l'Académie royale militaire de Meknès (Royaume du Maroc). C'est le second CEMGA sorti de Meknes après le général Abdoulaye Fall en 2006.
- De 1984 à 1985, il suit le parcours Infantry Officer Basic Course, Airborne school, Pathfinder, Jump Master School (USA),
- 1990 : Cours de perfectionnement des Officiers subalternes (cours des capitaines) à Thiès (Sénégal),
- 1994 – 1995 : Cours d’État-Major au Mali,
- De 2001 à 2003, après validation du DAGOS et une formation en langue allemande, il suit les cours de l'École supérieure de guerre en République fédérale d'Allemagne. Il est le second CEMGA après Abdoulaye Fall à suivre ce cursus.
- 2004 : il suit les cours de l'École de Maintien de la Paix au Mali Diplôme de formateur des formateurs,
- 2012 - 2013 : Senior level joint Professional Military Education Program of graduate study international Security and Combating Terrorism à la National Defense University (NDU) USA.

## Carrière
- 23 septembre 1980, il commence sa carrière professionnelle comme chef de section dans l'armée sénégalaise alors commandée par le général Idrissa Fall
- 1987-1990 : commandant compagnie support École Polytechnique de Thiès
- 1990-1992 : commandant 9e compagnie des fusiliers voltigeurs au sein 4e Bataillon d’Infanterie à Tambacounda sous le commandement du chef de corps de l'époque El Hadji Babacar Djigo,
- 1992-1993 : Commandant de brigade à l’École d’Application de l’Infanterie (Thiès)
- 1993-1994 : commandant 31e compagnie au sein du 3e Bataillon d'infanterie à Kaolack sous le commandement du chef de corps de l'époque Talla Niang
- 1995-1996 : Commandant de brigade à l’École d'application de l'infanterie (EAI) de Thiès
- 1997 : Adjoint Opérations au Groupement en renforcement à Ziguinchor
- 1998 : Adjoint au commandant de zone, chargé de la Logistique et du suivi des Opérations de la zone militaire no 5 sous le commandement du commandant de zone de l'époque le colonel Yoro koné
- 1999-2001 : Il succède à jean Paul Ntab comme Chef de corps du 3e Bataillon d’Infanterie, bataillon territorial implanté à Kaolack. Il sera remplacé par Amadou Kane
- 2002-2004 : sur proposition du CEMGA Babacar Gaye, il est nommé adjoint au commandant de zone, chargé des Opérations en zone militaire no 5, sous le commandement du commandant de zone de l'époque Makhtar Gueye
- 2004-2005 : Il est mis à disposition des Nations unies pour occuper la fonction de Chef des opérations à la mission des Nations unies en République Démocratique du Congo (MONUC),
- 2005-2006 : De retour au Sénégal, sur proposition du CEMGA le général Papa Khalilou Fall, il est nommé Chef de la cellule Emploi à l’État-Major de l’Armée de Terre,
- Entre 2006 et 2007, il est nommé Chef de la Division Opérations à l’État-Major Particulier de Monsieur le Président de la République (EMPART) sous le commandement du CEMPART de l'époque Ibrahima Gabar Diop,
- 2007 2009 : Adjoint au Chef d’État-Major Particulier de Monsieur le Président de la République (CEMPART), chargé de la Cellule Coordination Défense Études-Générales (CDEG) et cumulativement, Secrétaire permanent de la Commission Nationale de Gestion des Frontières (CNGF), Secrétaire permanent du Comité National chargé de la gestion de la situation des Refugiés, Rapatriés, et Personnes Déplacées(CNRRPD).
- Du 24 septembre 2009 à 2010, il succède au Colonel Ibrahima Mbaye à la fonction de Commandant de la Zone militaire no 6 avec résidence à Kolda,
- De 2010 à 2012, sur proposition du CEMGA le général Abdoulaye Fall, il est nommé Commandant de la Zone militaire no 5, il sera remplacé à ce poste par le colonel El Hadj Babacar Faye,
- De juillet 2013 à avril 2015, élevé au grade de général de brigade, il succède au général Papa Samba Kamara à la fonction de Chef d'état-major de l'Armée de terre (Sénégal), il sera remplacé à ce poste par le général Amadou Kane,
- En avril 2015, élevé au grade de général de division, il est nommé Chef d’Etat-major particulier du Président de la République (Sénégal) en remplacement de Saliou Ndiaye,
- À compter du 1er janvier 2017, il succédera au général Mamadou Sow pour devenir le quatorzième Chef d'État-major général des armées (Sénégal) de la république du Sénégal.

## Distinctions
Le Général Gueye est titulaire de plusieurs décorations nationales et étrangères.
- Officier dans l’Ordre national du Lion
- Officier dans l’Ordre du mérite
- Médaille d’honneur de l’Armée de Terre
- Médaille de l’ONU